# Elysia chlorotica
Elysia chlorotica е вид морско коремоного мекотело от семейство Plakobranchidae. Това е първото мекотело, за което става известно, че фотосинтезира.

## Разпространение и местообитание
Видът е разпространен по източното крайбрежие на САЩ и Канада в плитки заливи и крайбрежни полусолени водоеми и заливни зони.

## Описание
Представителите са дребни с размери 20 – 30 милиметра и максимална дължина от 60 милиметра. Цветът им е зелен и се дължи на хлоропластите, които са включени в клетките на организма за да фотосинтезират.

## Хранене
Консумират основно жълтозелени водорасли от вида Vaucheria litorea като в храносмилателната система не се унищожават хлоропластите, а се поемат от организма и се интегрират в клетките му. По този начин са способни да извършват фотосинтеза и осигуряват енергия за организма.